# Laura Molteni
Laura Molteni (ur. 29 lipca 1960 w Mediolanie) – włoska polityk i samorządowiec, posłanka do Izby Deputowanych XVI kadencji.

## Życiorys
Absolwentka wychowania fizycznego (kształciła się w wyższym instytucie kultury fizycznej ISEF). Z zawodu nauczycielka, pracowała w departamencie prasowym administracji regionalnej w Lombardii. Działaczka Ligi Północnej. Była radną miejską w Mediolanie. W latach 2018–2013 sprawowała mandat deputowanej do niższej izby włoskiego parlamentu XVI kadencji. W 2016 powróciła do mediolańskiej rady miejskiej.